# The Mark (Saint)
The Mark è un album pubblicato dal gruppo statunitense heavy metal/christian metal Saint, nel 2006.

## Il disco
A seguito del recente e imprevisto ritorno come-back la storica white metal band dell'Oregon - prima di "In The Battle" ferma al lontanissimo "Too Late For Living" del 1988, col solo piacevole intermezzo dell'EP "The Perfect Life" (1999) - è ora in piena attività artistica: dopo il citato album del come-back infatti il gruppo ha pubblicato un live ("Live 05") e subito dopo questo full-length, il loro quinto complessivo. I statunitensi rispetto alla formazione del predecessore sostituiscono soltanto il batterista Tim Lamberson con Larry London ed il sound rimane sempre quello ovviamente: heavy classico con la maschia tonalità di Josh Kramer a farla da protagonista, al pari però della chitarra di Jerry Johnson, coadiuvato da Dee Harrington.
L'album inizia con "The spirit", e continua con "The vision". "Ride to kill" propone invece una ritmica più andante ed un finale turbinoso mentre "He reigns" è già la ballad.
"On and on" rifà il mood del platter di nuovo "grezzo", "The 7th trumpet" a sorpresa parte con un riffing cupo ed incalzante, ma il continuo sarà tutto diverso.
"The mark", la title track, è abbastanza standard, invece sono gli arpeggi inquieti di "Bowls of wrath" che colpiscono: il sound è massiccio e la lead irrefrenabile. "In Babylon the great" i riff sono grassi ed il chorus alquanto particolare, però con "Reaping the flesh" tornano gli striduli. "Gog and Magog" è decisamente ruffiana e coinvolgente, è una traccia strumentale prevalentemente chitarristica: inutile sottolineare come qui Johnson dia in meglio di sé. Orecchiabile è anche la rilassante finale "Alpha and Omega", metafora di Cristo inizio e fine di tutte le cose.

## Tracce
1. The Spirit
2. The Vision
3. Ride to Kill
4. He Reigns
5. On and On
6. The 7th Trumpet
7. The Mark
8. Bowls of Wrath
9. Babylon the Great
10. Reaping the Flesh
11. Alpha and Omega

## Formazione
- Josh Kramer - voce
- Jerry Johnson - chitarra
- Dee Harrington - chitarra
- Richard Lynch - basso
- Larry London - batteria